# Maggie McNamara
Maggie McNamara (ur. 18 czerwca 1928, zm. 18 lutego 1978) — amerykańska aktorka filmowa i telewizyjna.
Zaczynała swoją karierę jako modelka. W 1951 zadebiutowała na Broadway w sztuce The Moon Is Blue. 
W 1978 popełniła samobójstwo, zażywając środki nasenne. Została pochowana na Saint Charles Cemetery w Nowym Jorku.

## Filmografia
seriale
- 1959 Strefa mroku jako Bunny Blake
- 1961: Ben Casey jako Dede Blake
- 1962: Spotkanie z Alfredem Hitchcockiem jako Camilla

film
- 1953: Niebieski księżyc jako Patty O'Neill
- 1955: Książę graczy jako Mary Devlin Booth
- 1963: Kardynał jako Florrie Fermoyle

## Nagrody i nominacje
Za rolę Patty O'Neill w filmie Niebieski księżyc została nominowana do Oscara i nagrody BAFTA.